# Micrographie informatique
Pour les articles homonymes, voir Micrographie.
La micrographique informatique est l'ensemble des techniques permettant soit d'enregistrer sur microformes (microfiches et microfilms) des données qui proviennent d'un ordinateur, soit de rendre exploitables par un ordinateur des données enregistrées sur microformes.